# Wolf Messing
Wolf Messing Grigorevich (tiếng Nga: Вольф Григорьевич (Гершикович) Мессинг), (Ba Lan: Wolf Messing Grigoriewicz), (Do Thái: וּוֹלףֿ מסינג), (sinh ngày 01 tháng 9 năm 1899 - mất ngày 8 tháng 11 năm 1974) là một nhà ngoại cảm có khả năng đọc được suy nghĩ của người khác và tiên tri đặc biệt được cả Hitler và Stalin khâm phục trong Thế chiến II. Ông cũng là một giảng viên cho các cán bộ của Ủy ban Nội vụ NKVD (thuộc Ủy ban An ninh Quốc gia KGB).

## Tiểu sử
Wolf Messing được sinh ra tại làng Góra Kalwaria, 25 km về phía đông nam của Warszawa, tại thời điểm khi Ba Lan vẫn còn là một lãnh thổ của Đế quốc Nga. Trong suốt thời thơ ấu của mình, ông đã được biết về khả năng tâm linh cùng trí lực siêu phàm. Theo Messing, ông đã có thể phát ra các luồng sóng tinh thần để làm thay đổi nhận thức của người đối diện. Trong cuộc phỏng vấn với P. Oreshkin, Messing nói:
... Đó không phải là đọc ý nghĩ, đơn giản chỉ như "đọc các cơ bắp"... Khi con người suy nghĩ rất nhiều về một cái gì đó, các tế bào não truyền xung động đến tất cả các cơ bắp của cơ thể. Chuyển động của họ nhìn thấy bằng mắt, tôi có thể dễ dàng cảm nhận.... Thường thì tôi đang thực hiện nhiệm vụ tâm linh mà không tiếp xúc trực tiếp với điện dẫn. Con trỏ với tôi đây là tần số thở của điện dẫn, nhịp đập của trái tim mình, âm sắc giọng nói, bản chất của mình v.v..
Năm 1915, trong khi sống ở Đức, Albert Einstein và Sigmund Freud cả hai đã thử nghiệm khả năng chàng trai trẻ Messing, tuy nhiên kết quả đã không còn lưu giữ được cho đến ngày nay. Mặc dù vậy, Messing trong thời gian ở Đức đã phải sống lẩn trốn khi năm 1937 khi Hitler đưa ra một 200.000 Mác Đức - là phần thưởng cho bất cứ ai có thể giết chết và lấy đầu của ông. Messing đã dự đoán rằng "nếu Hitler quay chiến tranh sang phía Đông, ông ta sẽ bị tiêu diệt". Ngay lập tức thông tin này đã đến tai Hitler. Vốn là người rất tin vào các bị ẩn của các nhà ngoại cảm nên Hitler vô cùng tức giận và cho gọi Eric Hanussen tới để xác minh thông tin. Và Hanussen đã xác nhận về việc Messing không phải là kẻ bịp bợm cũng như việc ông ta đã từng thua Messing về khả năng ngoại cảm trong một chuyến lưu diễn.
Để bảo toàn tính mạng, Messing đã chạy trốn khỏi Đức sang Ba Lan. Khi quân Đức tiến vào Ba Lan năm 1939, các tấm áp phích in chân dung Messing xuất hiện trên tất cả các bức tường, hàng rào. Tuy lẩn trốn nhưng ông vẫn bị binh lính Đức bắt giữ. Chính lúc này, khả năng thôi miên của ông đã giúp ông trốn thoát khi ông tập trung hết sức lực để thôi miên các binh lính canh gác làm theo mệnh lệnh của mình. Sau sự việc này, Messing đã vượt biên giới để tới Liên Xô. Khi tới đây, ông đã là một người nổi tiếng và đã được biết đến bởi các nhà chức trách và ngay cả Stalin cũng có mối quan tâm cá nhân về khả năng của Messing. Ông đã bị bắt và Stalin đã thẩm vấn ông về kết quả của cuộc chiến tranh. Sau khi Messing dự đoán rằng "xe tăng được trang trí với ngôi sao đỏ đi trên đại lộ Unter den Linden của Berlin", Stalin đã cho giám sát Messing chặt chẽ.
Stalin ra lệnh cho Messing chứng minh khả năng của mình bằng việc yêu cầu ông xâm nhập vào được hệ thống an ninh quốc gia. Ông đã xâm nhập được bằng cách sử dụng thuật thôi miên. Các vệ sĩ khẳng định như vậy và người đứng đầu hệ thống an ninh quốc gia, Nguyên soái Lavrenti Beria đã thừa nhận điều đó.
Có được sự tin tưởng của Stalin, Messing đã được tự do hoàn toàn để đi du lịch khắp Liên bang Xô Viết. Người ta nói rằng dự đoán của ông chịu ảnh hưởng từ quyết định ký Hiệp ước Xô-Đức của Stalin.
Messing tiếp tục biểu diễn và trở thành một nghệ sĩ thành công ở Liên Xô. Tuy nhiên, ý kiến của ông vẫn được các lãnh đạo đứng đầu quốc gia tham khảo cho đến khi ông gặp Nikita Khrushchev, người liên quan đến cuộc khủng hoảng tên lửa Cuba. Khi Krushchev hỏi Messing kết quả của cuộc khủng hoảng sẽ được gì, ông đã khẳng định rằng, nó sẽ không dẫn đến chiến tranh thế giới ba.
Vào ngày 7 tháng 3 năm 1944, Messing được cho là đã dự đoán chính xác ngày chết của Hitler, nhưng có tồn tại hay không có của dự báo này vẫn đang là một bí ẩn. Ngoài ra, ông được cho là đã dự đoán kết cục của hai nhà du hành vũ trụ Vladimir Komarov và Yuri Gagarin.
Messing qua đời trong bệnh viện vào ngày 8 tháng 11 năm 1974. Ông đã được phẫu thuật thành công động mạch đùi và xương chậu, nhưng vì một lý do cái chết đã xảy ra sau một vài ngày sau đó. Kết quả cho thấy ông đã bị suy thận và phù phổi. Trước khi qua đời, người ta còn thấy ông nhìn bức chân dung treo trên tường và tiên đoán được sự ra đi của bản thân "Hết rồi Wolf ạ, anh sẽ không trở lại đây nữa đâu". Ông được chôn cất tại nghĩa trang "Vostryakovskoe" ở Moskva. Ông đã được phong hàm nghệ sĩ Công huân Liên bang Xô Viết cho những đóng góp tài năng của mình.
Trong văn học, Wolf Messing là nhân vật chính trong loạt tiểu thuyết Max August của Steve Englehart với các tác phẩm lần lượt ra đời, bắt đầu là The Point Man năm 1980, và tiếp tục là The Long Man và The Plain Man.